# Newborn
Newborn és una població dels Estats Units a l'estat de Geòrgia. Segons el cens del 2000 tenia 520 habitants.

## Demografia
Segons el cens del 2000, Newborn tenia 520 habitants, 181 habitatges, i 148 famílies. La densitat de població era de 125,5 habitants/km².
Dels 181 habitatges en un 42,5% hi vivien nens de menys de 18 anys, en un 57,5% hi vivien parelles casades, en un 18,8% dones solteres, i en un 17,7% no eren unitats familiars. En el 16,6% dels habitatges hi vivien persones soles el 8,3% de les quals corresponia a persones de 65 anys o més que vivien soles. El nombre mitjà de persones vivint en cada habitatge era de 2,87 i el nombre mitjà de persones que vivien en cada família era de 3,17.
Per edats la població es repartia de la següent manera: un 28,8% tenia menys de 18 anys, un 9% entre 18 i 24, un 30,2% entre 25 i 44, un 23,8% de 45 a 60 i un 8,1% 65 anys o més.
L'edat mediana era de 32 anys. Per cada 100 dones de 18 o més anys hi havia 85,9 homes.
La renda mediana per habitatge era de 37.692 $ i la renda mediana per família de 39.000 $. Els homes tenien una renda mediana de 36.875 $ mentre que les dones 24.904 $. La renda per capita de la població era de 14.210 $. Entorn del 7,9% de les famílies i el 10,8% de la població estaven per davall del llindar de pobresa.

## Poblacions més properes
El següent diagrama mostra les poblacions més properes.